# Río Ituri
El río Ituri (en francés: Rivière Ituri) es un río de la República Democrática del Congo. Es el principal afluente del río Aruwimi, que se forma donde el Ituri se encuentra con el río Nepoko.
Da nombre a la Provincia de Ituri.

## Curso
El Ituri tiene su cabecera en provincia de Alto Uele, en las montañas al oeste del Lago Alberto, a unos 15 Km al norte de Kaladau.
En líneas generales, fluye hacia el sur hacia la provincia de Ituri y pasa por Mongbwalu hacia el este.
Se une desde la izquierda por el río Shari al noreste de Irumu a unos 45 Km al sur-suroeste de Bunia. A él se une desde la izquierda el río Malibongo cerca del helipuerto Komanda. Desde allí fluye en dirección generalmente hacia el oeste hasta Bomili en la provincia de Tshopo, donde se une al río Nepoko para formar el Aruwimi.
El Ituri tiene 650 kilómetros de largo; y el Aruwimi, 380 kilómetros de largo, lo que da una longitud combinada de 1.030 kilómetros.
El río fluye a través de los 63.000 kilómetros cuadrados de la selva tropical de Ituri. Aproximadamente una quinta parte de la selva tropical está formada por la Reserva de fauna de okapis, declarada Patrimonio de la Humanidad.

## Historia
En 1903, unos buscadores que trabajaban para el Estado Libre del Congo descubrieron oro en el río Ituri. Esto llevó a la apertura de la mina Kilo en 1905 y de la mina Moto en 1911, y en 1919 se creó la Régie Industrielle des Mines de Kilo-Moto.